# Wallgau
Wallgau település Németországban, azon belül Bajorországban. Lakosainak száma 1530 fő (2023. december 31.). Wallgau Mittenwald és Krün községekkel határos.

## Népesség
A település népessége az elmúlt években az alábbi módon változott:
| Lakosok száma | 259  | 887  | 1109 | 1170 | 1404 | 1434 | 1485 | 1511 | 1520 | 1530 |
|               | 1875 | 1950 | 1975 | 1987 | 2012 | 2014 | 2016 | 2017 | 2021 | 2023 |

## Fekvése
Oberammergautól délkeletre, Walchenseetől délre fekvő település.

## Története

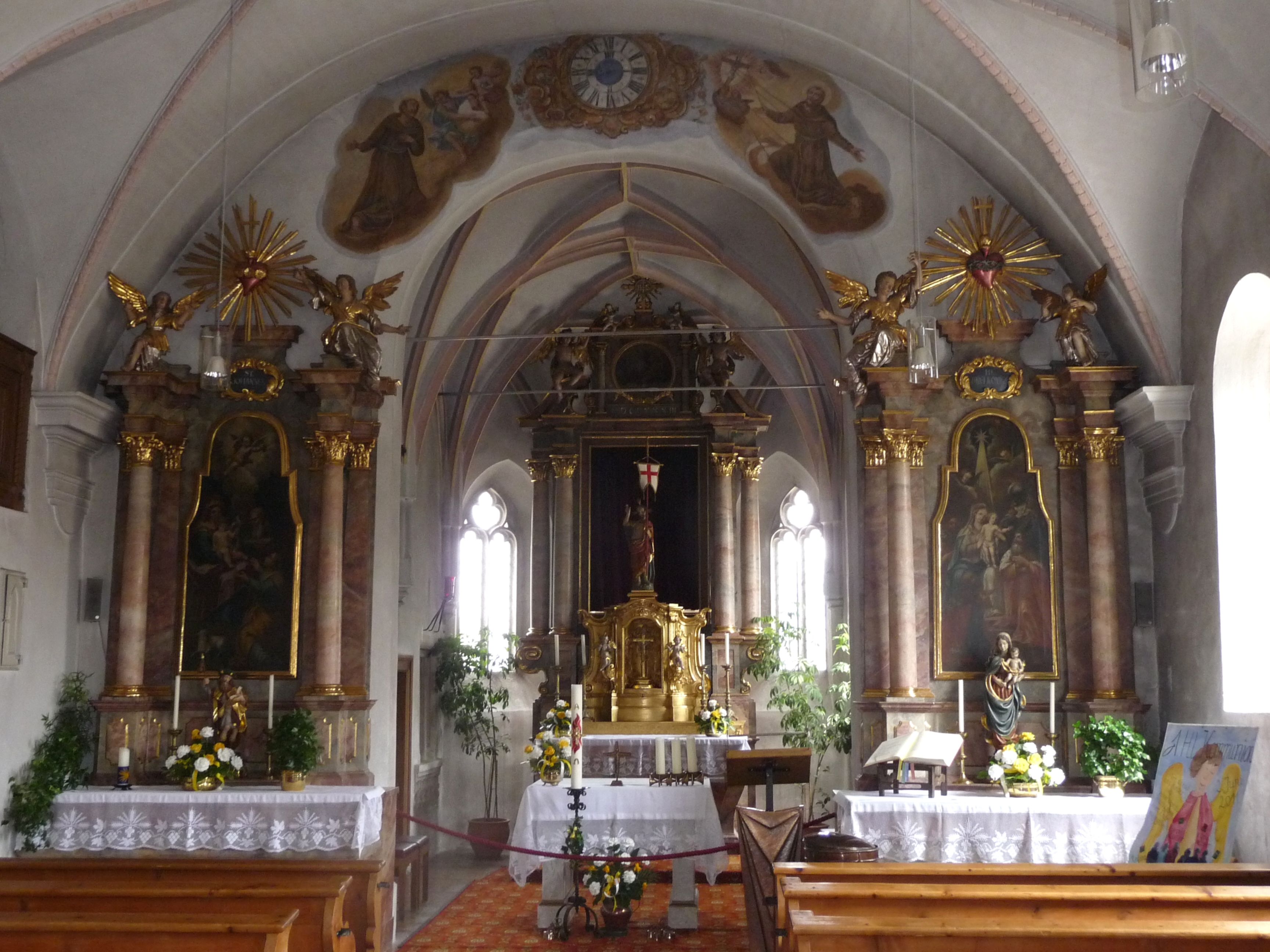
A Szent Jakab templom belülről

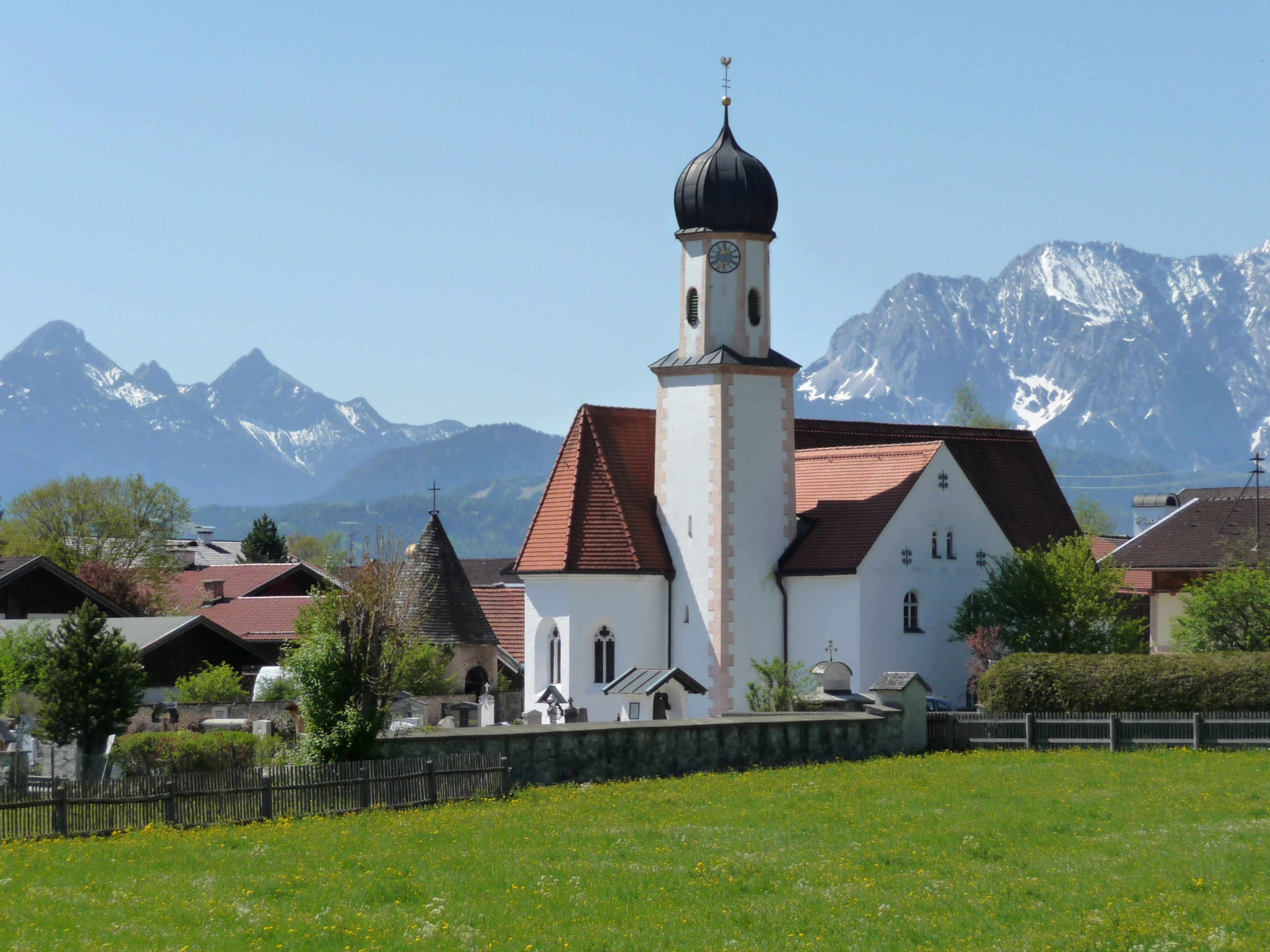
Szent Jakab templom

A 868 méter magasságban, szélcsendes, ködmentes völgyben fekvő Wallgau kedvelt téli üdülőhely. 
A település színes, festői házai közül 1621-ből való a legöregebb épület.
Szent Jakab plébániatemplomának szentélyén még felismerhető késő gótikus eredete, négyszögletes toronycsonkjaira 1760-ban helyezték rá a hatszögletű toronycsúcsot és a hagymakupolát.
A falu közelében található a Grosser Wasserfall, az Isar folyó vízesése és a Frinzbacklamm-szoros is.

## Nevezetességek
- Szent Jakab plébánia templom (Pfarrkirche St. Jakob) - két 15. századi dombormű és egy 16. századból való krisztus faragvány található benne.

## Galéria

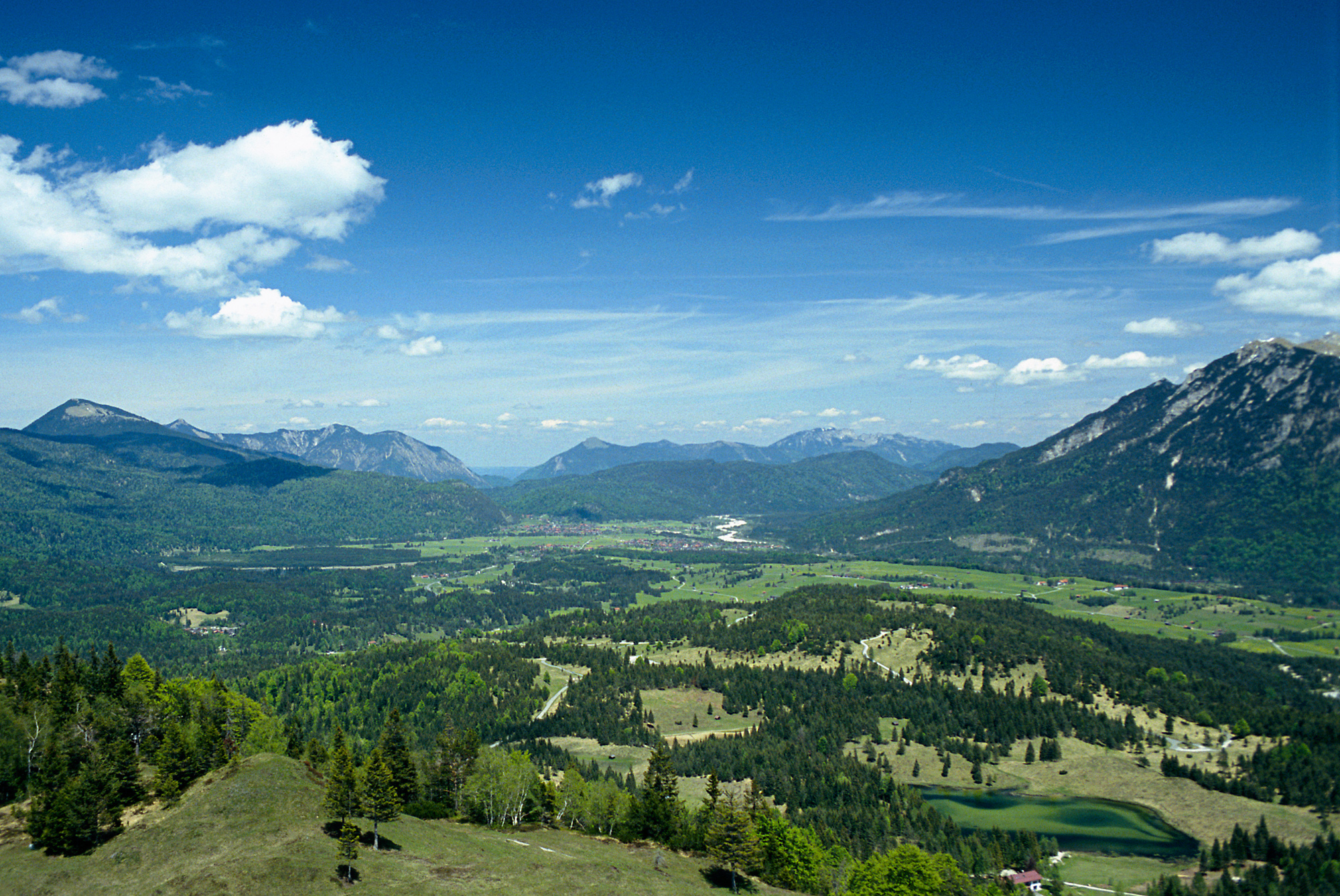
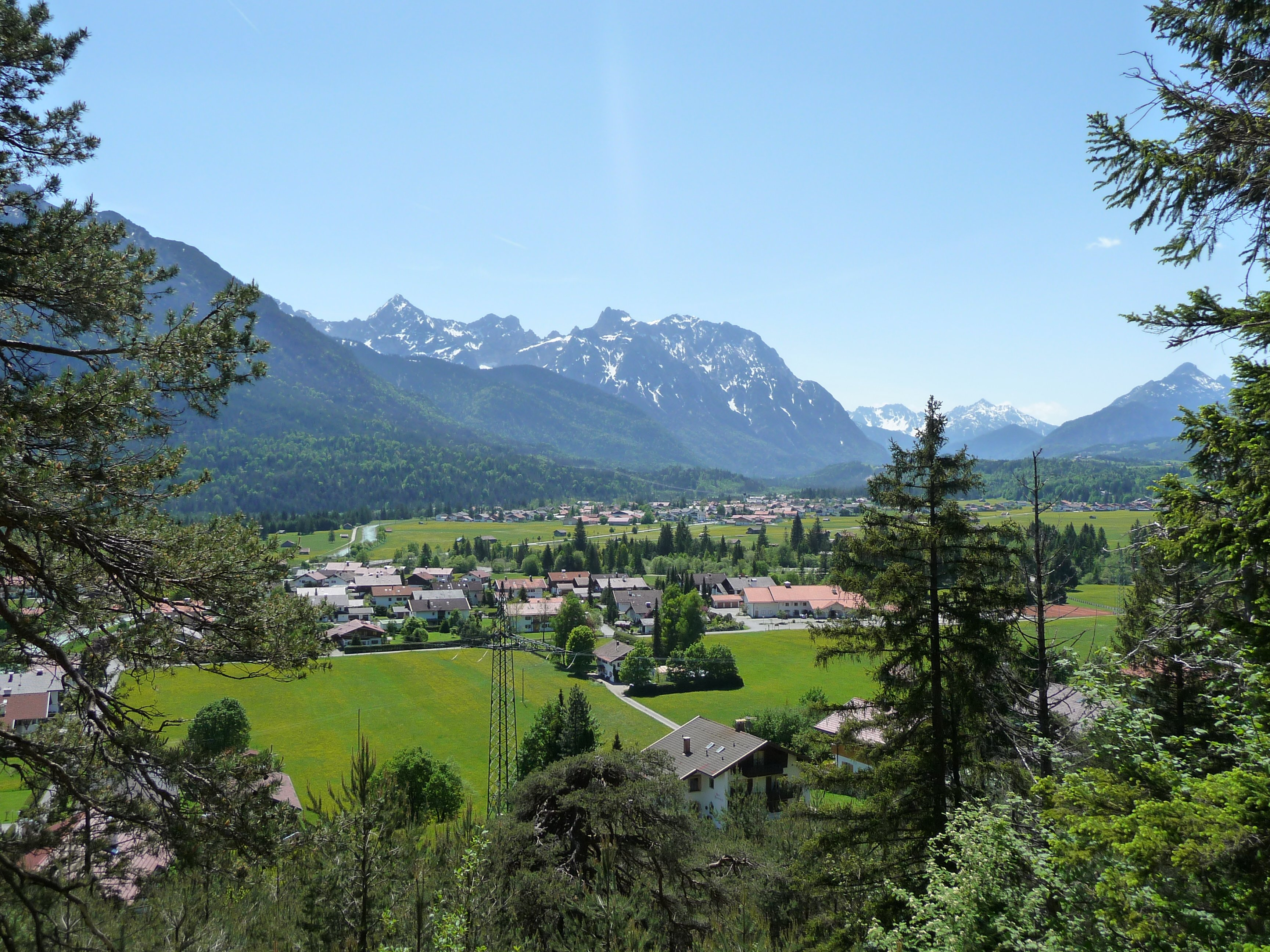
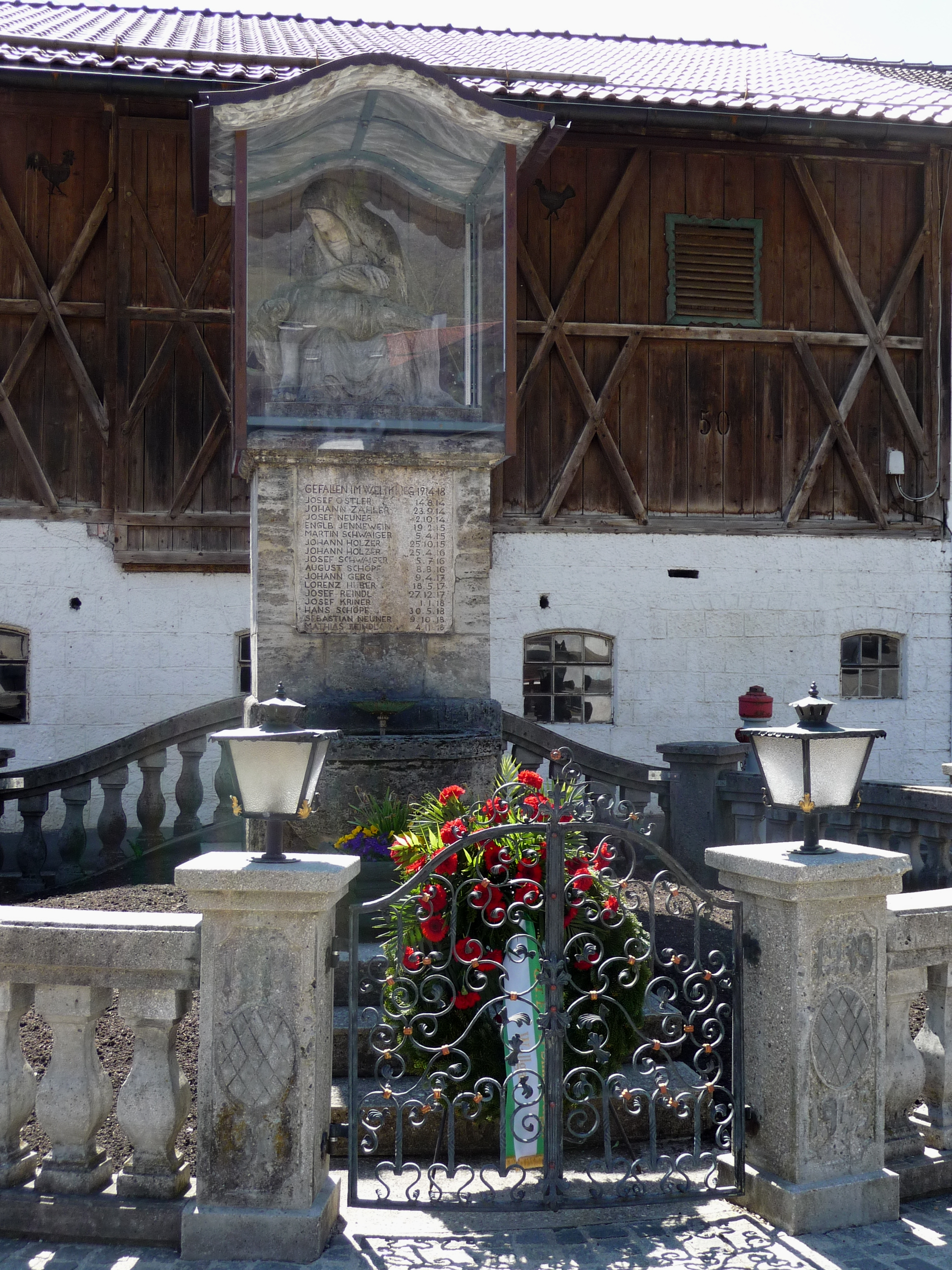
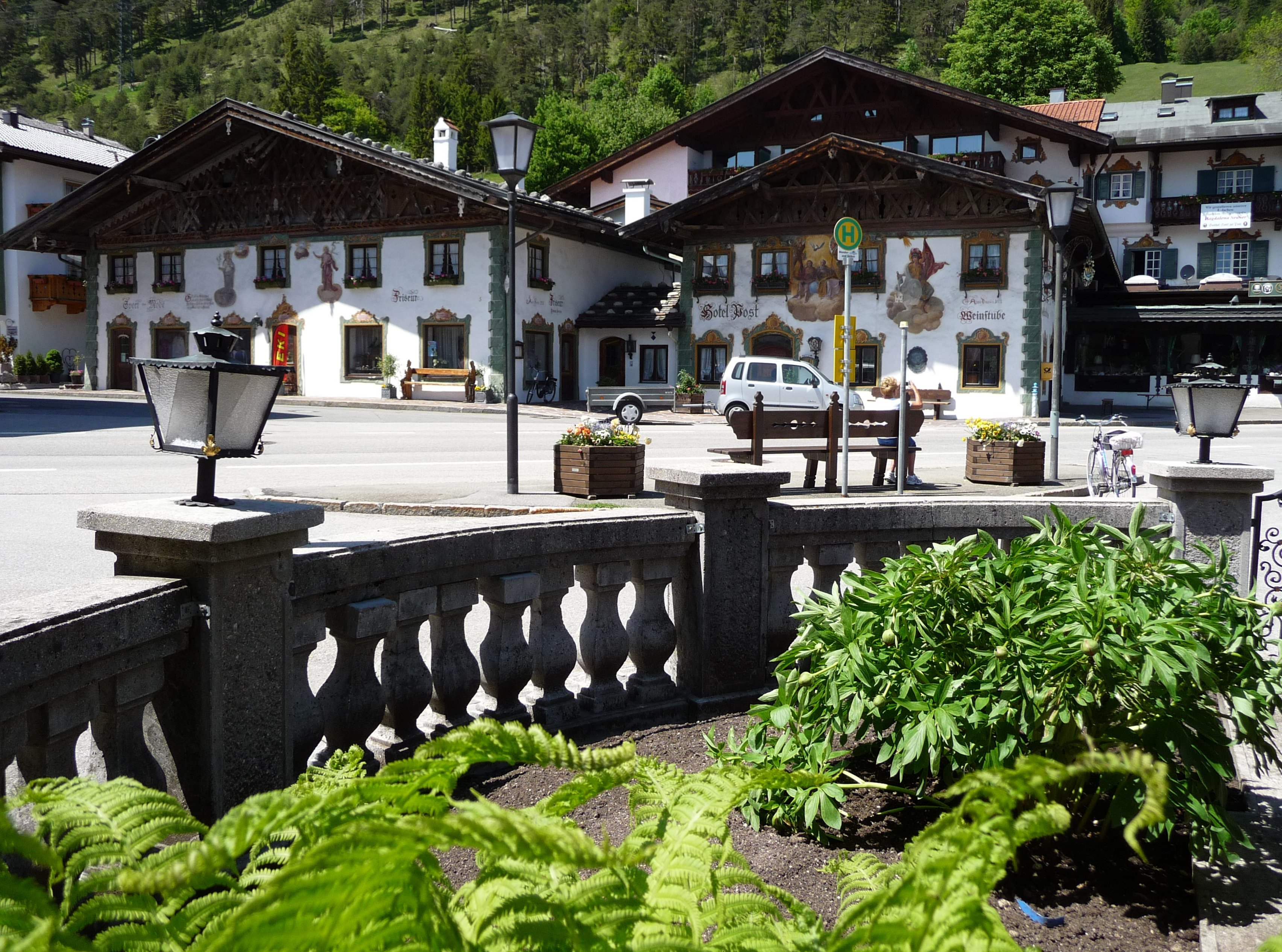
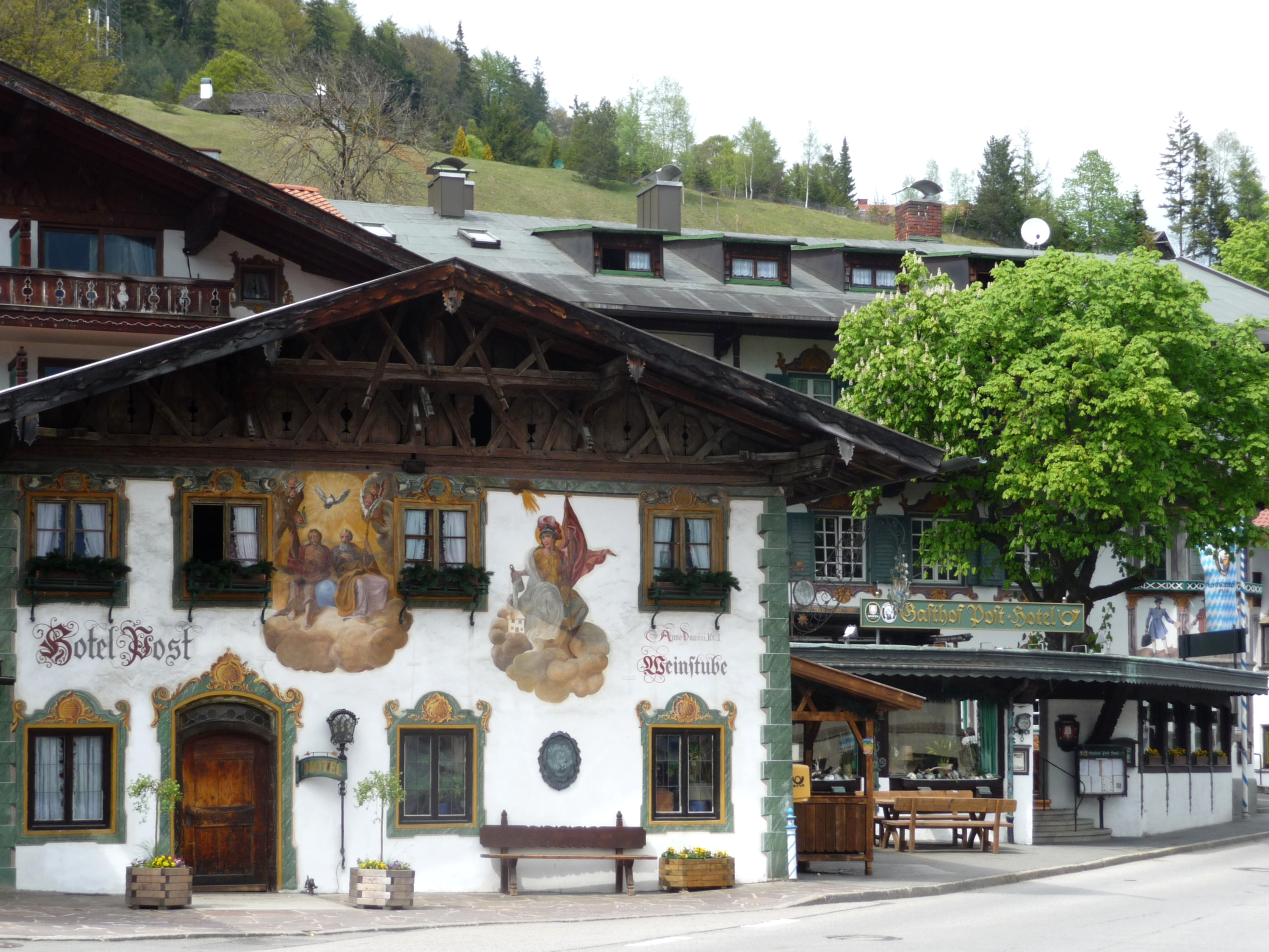
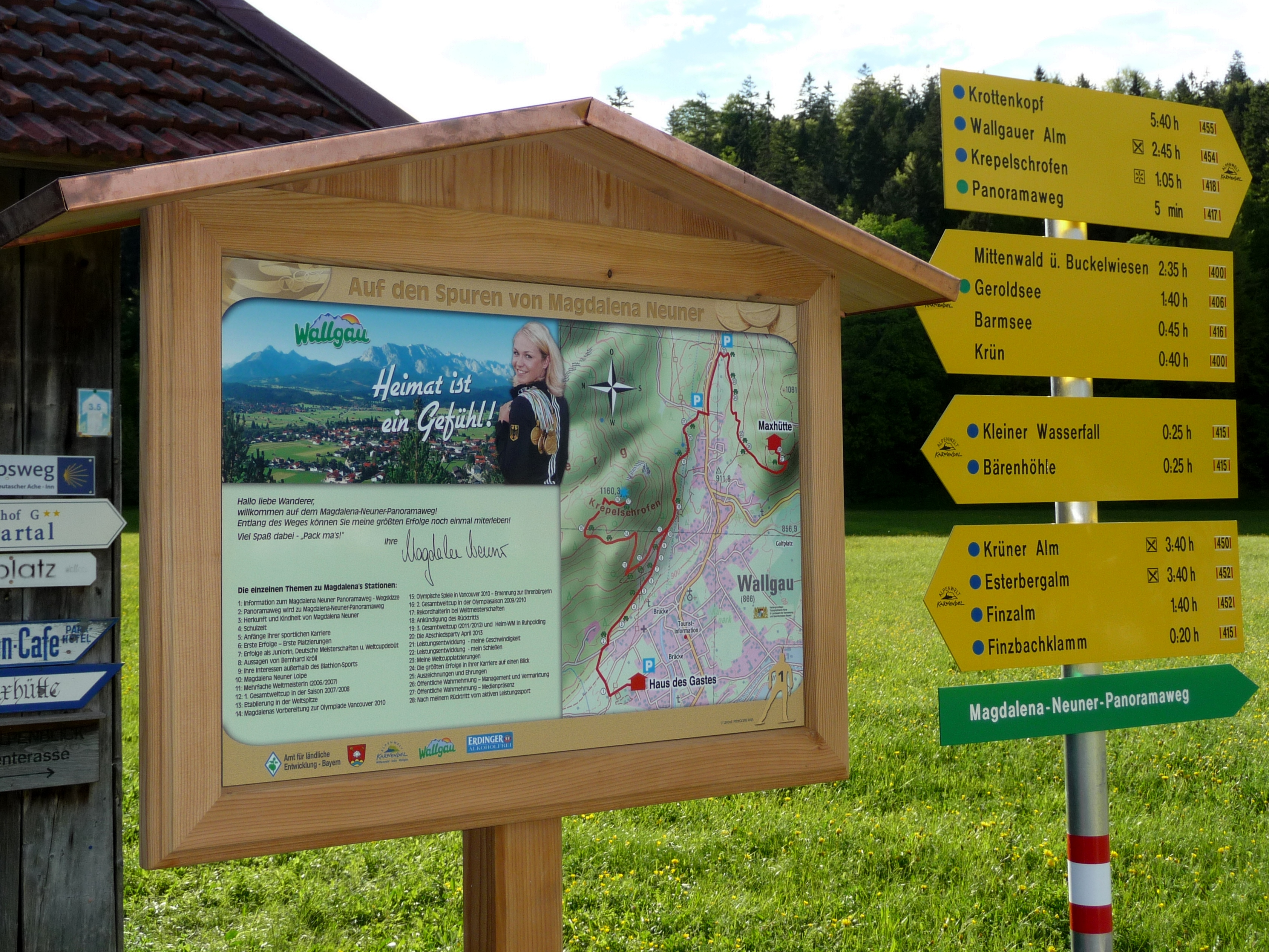
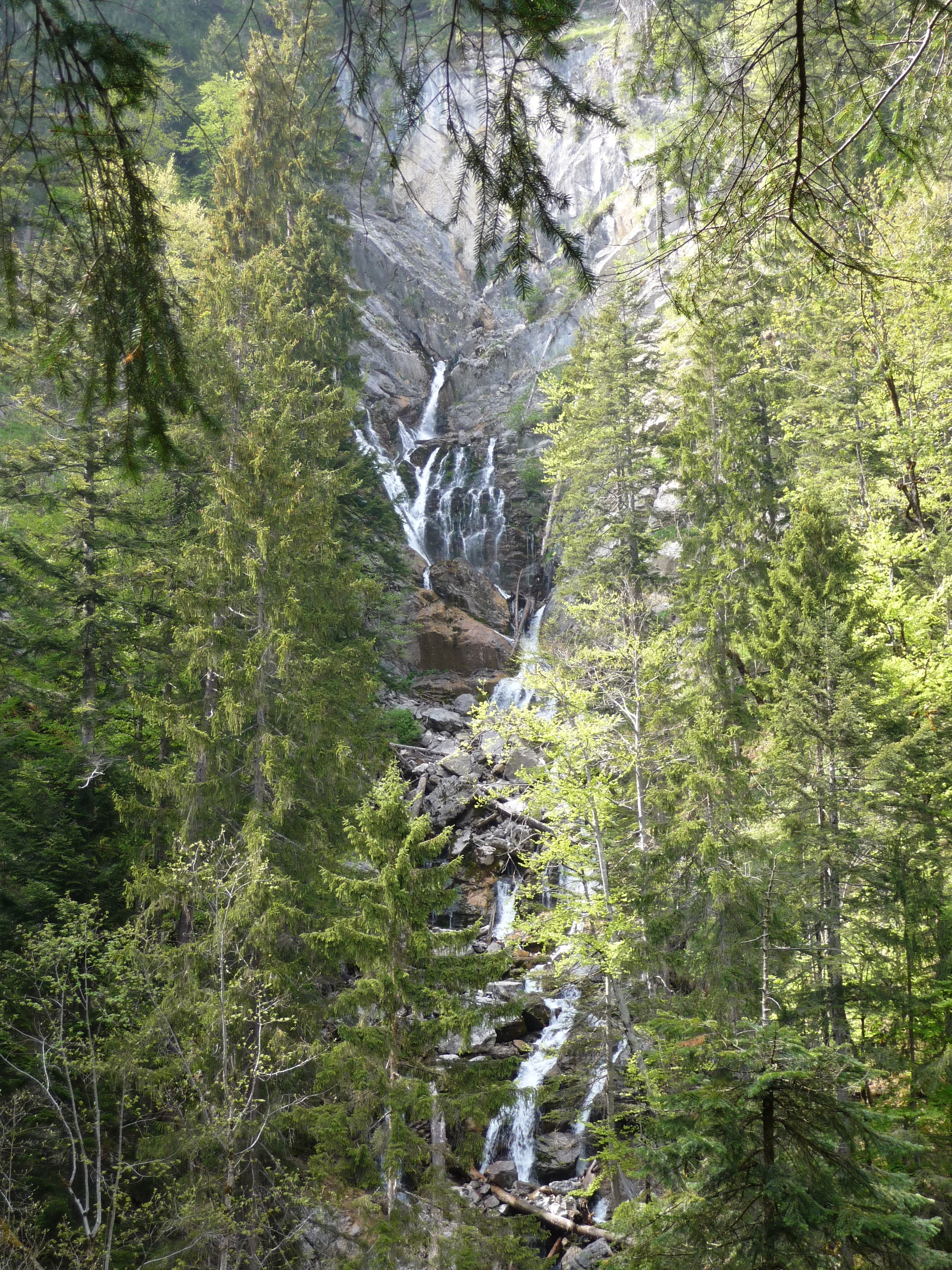
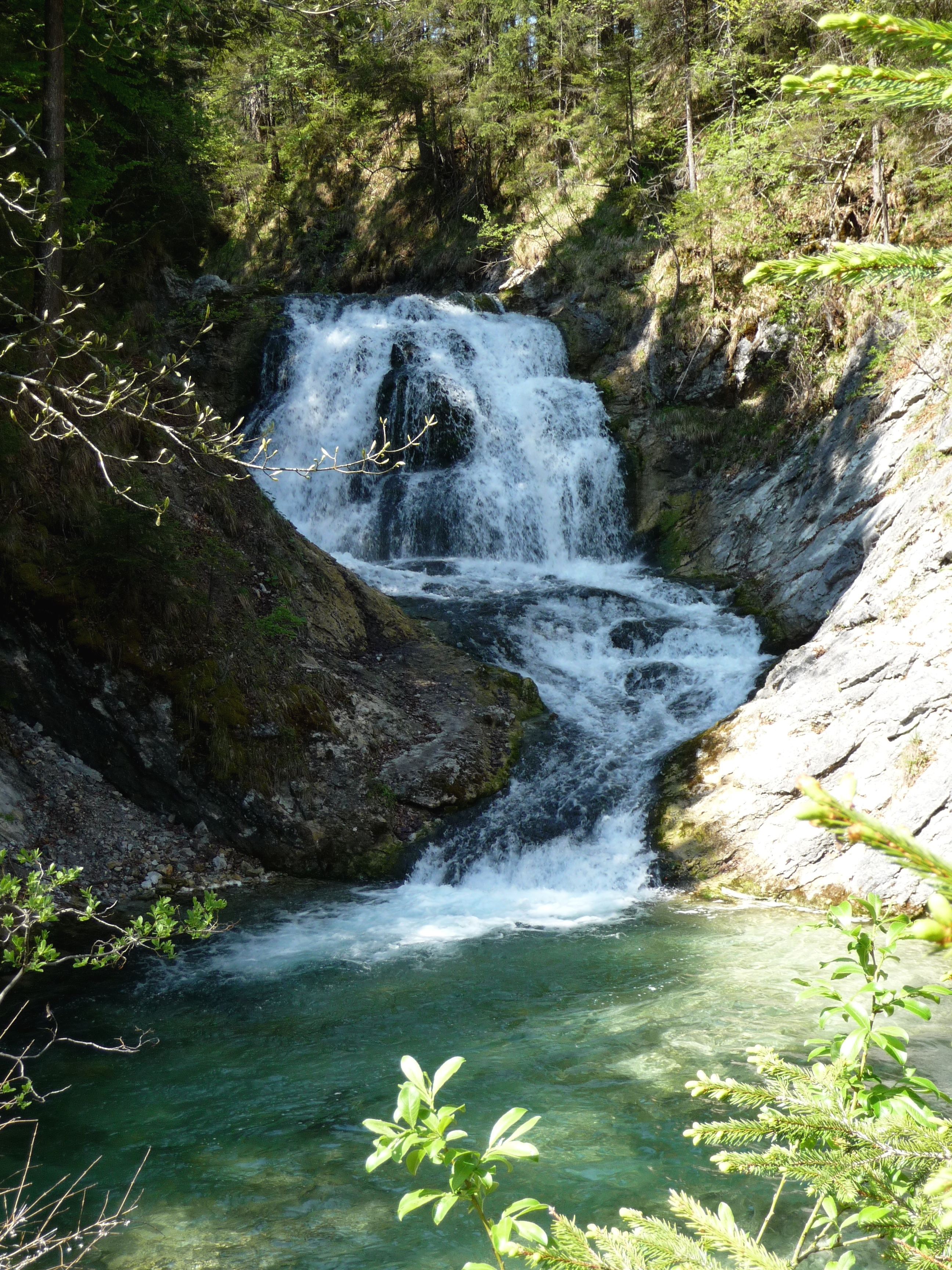
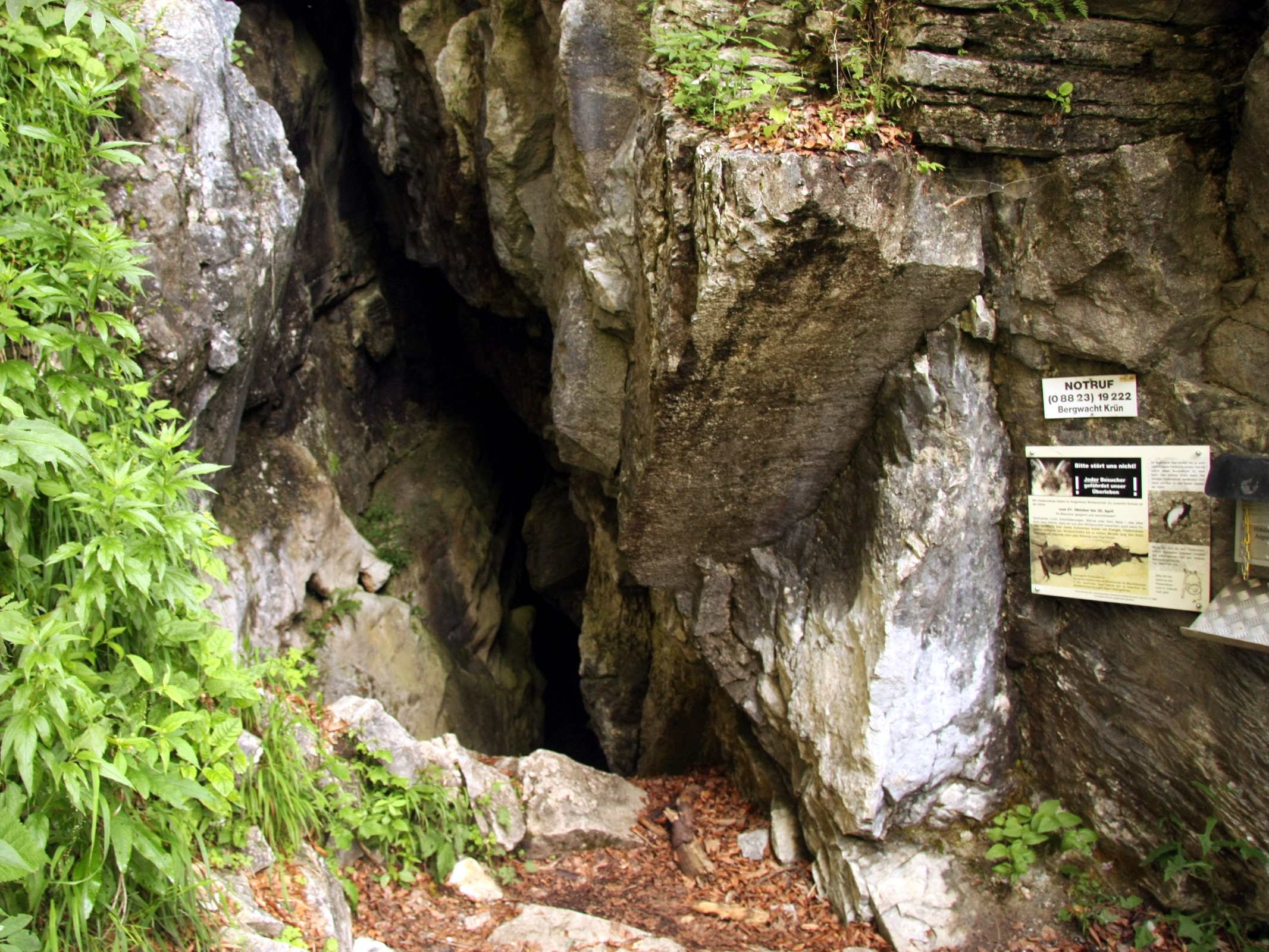